# Lucian Mic
Lucian Mic (pe numele de mirean Lucian-Florin Mic; n. 9 septembrie 1970, Arad, județul Arad) este actualul Episcop de Caransebeș, membru al Sfântului Sinod al Bisericii Ortodoxe Române. 

## Biografie
Prea Sfințitul Părinte Lucian Mic s-a născut la 9 septembrie 1970 în municipiul Arad. Între 1977 și 1987 a urmat școala generală din Arad, iar între anii 1987 și 1992 a urmat cursurile Seminarului Teologic Liceal "Episcop Ioan Popasu" din Caransebeș. În anul 1992 a susținut examenul de admitere la Facultatea de Teologie, secția Pastorală, din cadrul Universității "Aurel Vlaicu" din Arad, pe care a absolvit-o în anul 1996, susținând licența la disciplina Pastorală cu titlul: "Limonariul lui Ioan Moshu - Studiu patristic".

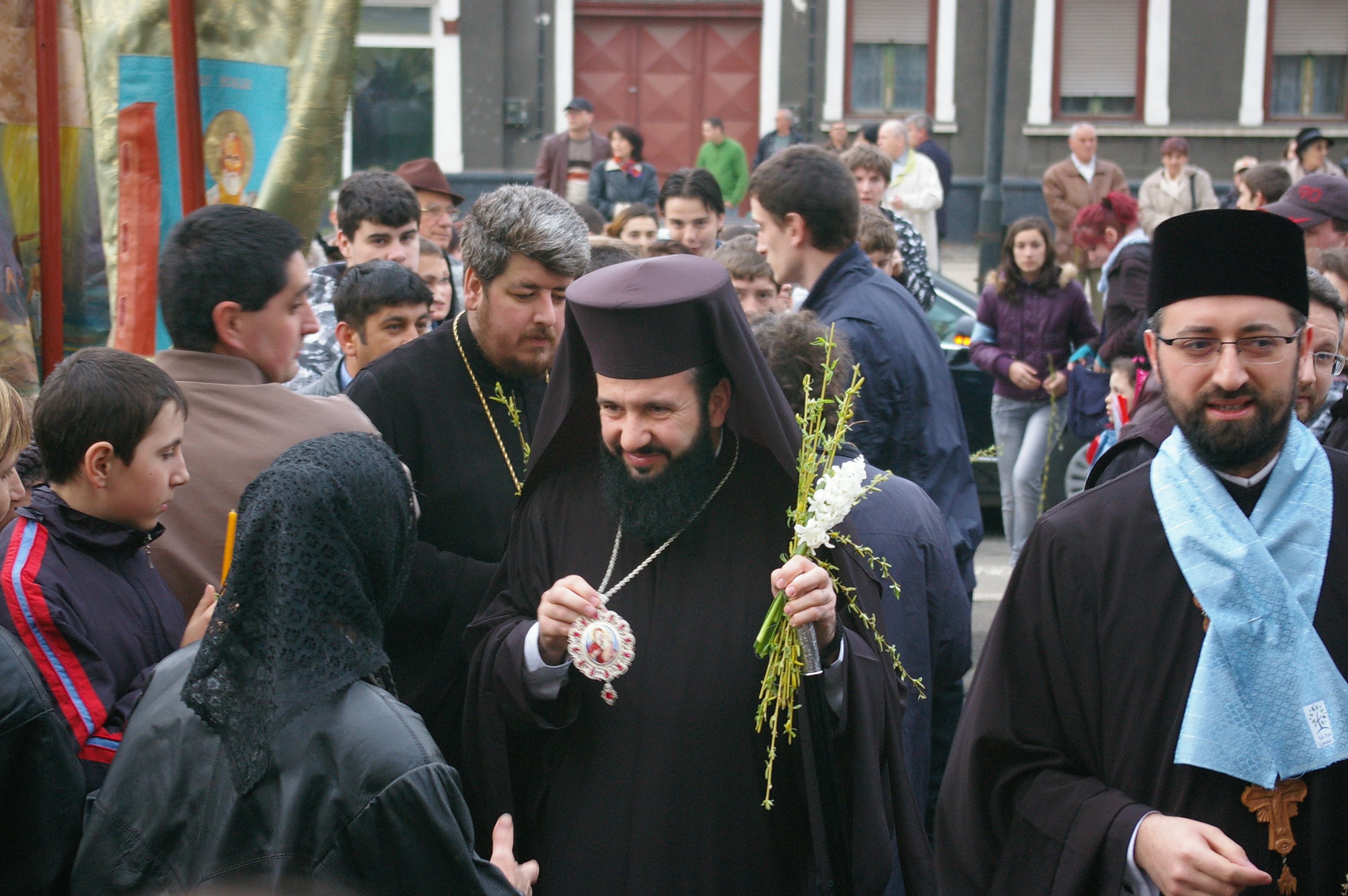
Parintele Lucian în Reșița la Procesiunea de Florii din 28 martie 2010, înaintea începerii evenimentului

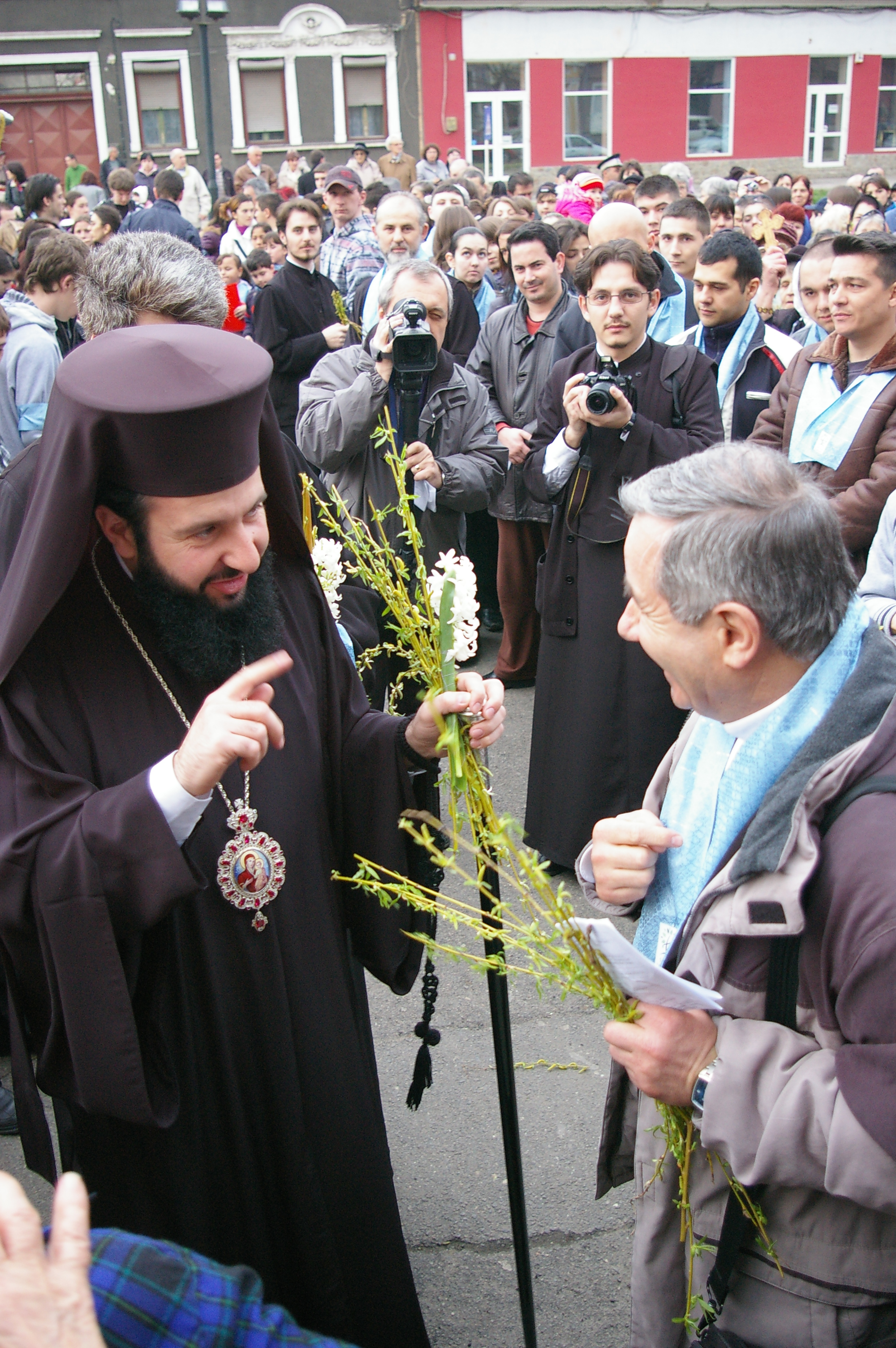
Parintele Lucian la Reșița în 28 martie 2010

Din anul 2001 s-a înscris la cursurile de doctorat la Facultatea de Teologie din Oradea. În 1990 a intrat ca viețuitor la Mănăstirea Hodoș-Bodrog, din județul Arad, în 1991 fiind tuns în rasoforie. În anul 1992 a fost hirotonit diacon, iar apoi preot pe seama Mănăstirii Hodoș Bodrog. Rămâne la Mănăstirea Hodoș-Bodrog până în anul 1994, când a fost transferat de către arhiepiscopul Nicolae Corneanu, mitropolitul Banatului, pe post de preot slujitor la Catedrala Mitropolitană din Timișoara. În anul 1995 a fost numit stareț al Mănăstirii "Izvorul Miron" Românești din județul Timiș de către mitropolitul Corneanu. În anul 1998 a fost tuns în monahism cu numele Lucian la Mănăstirea "Izvorul Miron" Românești. În anul 1999 a fost hirotesit protosinghel și numit exarh al mănăstirilor din Arhiepiscopia Timișoarei, iar în ianuarie 2000 a fost hirotesit arhimandrit. În septembrie 2000, la propunerea mitropolitului Corneanu, a fost ales episcop vicar al Arhiepiscopiei Timișoarei cu titlul "Lugojanul", iar în octombrie 2000 a fost hirotonit întru arhiereu, la Catedrala Mitropolitană din Timișoara.
Odată cu eliberarea scaunului episcopal de la Caransebeș prin alegere în funcția de arhiepiscop al Sibiului și mitropolit al Ardealului a episcopului Laurențiu Streza, în 8 februarie 2006 a fost ales episcop al Caransebeșului la propunerea mitropolitului Nicolae Corneanu, iar în 26 februarie a fost instalat ca episcop al Caransebeșului în catedrala „Sf. Mare Mucenic Gheorghe” din Caransebeș.
În noiembrie 2014, după decesul mitropolitului Nicolae Corneanu al Banatului, Sinodul Mitropolitan (format din episcopii Mitropoliei Banatului și condus la acel moment de PF Daniel, patriarhul BOR) l-a propus pe PS Lucian, episcopul Caransebeșului pentru funcția de mitropolit al Banatului. Sfântul Sinod al BOR, în ședința din 16 decembrie 2014, l-a preferat însă pe arhiepiscopul Ioan Selejan al Covasnei și Harghitei, propunere venită din partea Adunării Eparhiale a Arhiepiscopiei Timișoarei (formată din delegați ai preoților și credincioșilor).

## Activitate pastoral misionară
În calitate de episcop vicar al Arhiepiscopiei Timișoarei efectuat peste 400 de vizite canonice și pastorale. A sfințit zeci de biserici, hirotonind și hirotesind mai mulți preoți și diaconi în Arhiepiscopia Timișoarei. Din anul 2001 până în 2006 a funcționat ca Lector asociat la Facultatea de Teologie din Timișoara, unde a predat Patrologie și Formare Duhovnicească. A urmărit pregătirea spirituală a studenților teologi, prin organizarea de conferințe, întâlniri, simpozioane și sfătuiri duhovnicești. A coordonat sectorul misionar social din cadrul Arhiepiscopiei Timișoarei.
Odată cu numirea ca Episcop al Caransebeșului, în decursul a doi ani de activitate arhipăstorească, Prea Sfinția Sa a hirotonit 50 de clerici, a funcționat ca profesor de Tipic și Liturgică la Seminarul Teologic Liceal "Episcop Ioan Popasu" din Caransebeș și ca Lector la Facultatea de Teologie din Caransebeș, a târnosit 20 altare noi și a efectuat peste 250 de vizite pastorale.
Prin purtarea de grijă a Prea Sfințitului Părinte Lucian, Episcopul Caransebeșului, a fost creat în luna mai a anului 2006, în cadrul structurilor administrative ale Centrului Eparhial, Departamentul pentru Tineret al Episcopiei Caransebeșului, care desfășoară o amplă și dinamică lucrare cu tinerii acestor locuri încărcate de credință și istorie.

## Activitate economică
Din punct de vedere administrativ-economic și gospodăresc, în cei doi ani de activitate a târnosit și a deschis spre oficierea cultului divin public demisolul Catedralei Episcopale „Învierea Domnului” din Caransebeș și a reluat lucrările de construcție la noua Catedrală Episcopală din Caransebeș, obținând fonduri concretizate în finalizarea zidirii locașului de cult și acoperirea acestuia cu învelitoare de cupru, urmând ca la sfârșitul anului 2008 să se poată săvârși serviciile divine publice în noua catedrală. A mutat într-un sediu nou Seminarul Teologic din Caransebeș, unde cadrele didactice și elevii seminariști beneficiază de săli de cursuri moderne, cămin și cantină nou amenajate și utilate la standardele actuale. A reamenajat Centrul Eparhial, a mutat întru-un sediu nou magazinul Diecezana din Caransebeș și a inaugurat alte 5 magazine de obiecte bisericești în cuprinsul Eparhiei. A înființat la Centrul Eparhial ateliere de croitorie bisericească, de pictură bisericească bizantină și a retehnologizat atelierul de lumânări al Eparhiei, amenajându-le în complexul eparhial spații special destinate pentru desfășurarea activității în condiții propice.

## Activitate culturală
Din punct de vedere cultural, a încurajat revalorizarea trecutului Bisericii Ortodoxe din Caraș-Severin prin studierea și evidențierea personalității Ierarhilor din scaunul istoric al Episcopiei Caransebeșului. A sprijinit lansarea „Monografiei Episcopiei Caransebeșului”, scrisă de dl. prof univ. Dr. Petru Bona și a lucrării cu caracter biografic despre personalitatea și opera Protopopului Andrei Ghidiu (1849-1937) a prof. Constantin Brătescu. A organizat și a sprijinit numeroase manifestări culturale din cuprinsul Episcopiei Caransebeșului. A reactivat apariția Calendarului Românului și a publicat un volum dedicat Ierarhului „Sfântul Iosif cel Nou de la Partoș 350 de ani de la trecerea în veșnicie”. A mai publicat în colaborare cu doamna Lect. dr. Mihaela Vlăsceanu și domnul Prof. Dr. Petru Bona o monografiei dedicate Catedralei Episcopale Sf. M. Mc. Gheorghe din Caransebeș, precum și o carte care prezintă parte din activitatea Episcopului Elie Miron Cristea (1910-1919). Pastorale, ordine circulare și corespondență administrativă. A relansat tradiția conferințelor teologice de larg interes cu invitați din lumea bisericească, dar și din lumea oamenilor de cultură laici. A scris numeroase articole, note și comentarii în revistele și publicațiile bisericești. A acordat interviuri la posturile de radio și de televiziune, participând la diferite emisiuni pe teme religioase, culturale și sociale. Este președintele revistei eparhiale "Foaia Diecezană". A inaugurat 2 expoziții permanente de icoane vechi din zona Banatului Monatan, precum și de carte veche bisericească la demisolul Catedralei Episcopale „Învierea Domnului” din Caransebeș și la sediul Centrului Eparhial de pe Str. Episcopiei nr. 11.

## Activitate socială
Activitatea socială s-a concretizat prin înființarea în colaborare cu mai multe instituții a Centrului de servicii sociale „Sf. Vasile cel Mare” din Caransebeș și a demarat noi proiecte sociale care se află în curs de desfășurare. De asemenea s-au încheiat parteneriate de colaborare cu mai multe ONG-uri din județ dar și cu diverși furnizori de servicii sociale ai administrației locale. Prin purtarea de grijă a Preasfinției Sale a fost creat în luna mai a anului 2006, în cadrul structurilor administrative ale Centrului Eparhial, Departamentul pentru Tineret al Episcopiei Caransebeșului, care desfășoară o amplă și dinamică lucrare cu tinerii acestor locuri încărcate de credință și istorie.

## Controverse
Faptul că unii înalți ierarhi ai Bisericii Ortodoxe Române s-au implicat în campanii electorale nu mai e un secret. N-a făcut excepție nici Lucian Mic, episcop al Caransebeșului. În primăvara anului 2014, el a oficiat o slujbă de binecuvântare a candidaților PSD la alegerile europarlamentare, desfășurată la Caransebeș. Printre participanți s-au numărat senatorul Ilie Sârbu și fiica acestuia, candidatul Daciana Ponta, ministrul Sănătății, Nicolae Bănicioiu, parlamentari și alți demnitari ai partidului. Lucian Mic a avut atunci un discurs lingușitor la adresa liderilor PSD. „Trebuie să știm că zonele defavorizate, cu populație redusă, sunt în centrul atenției unui guvern de orientare și de doctrină socială… și domnul părinte-ministru Ilie Sârbu, tatăl dumneavoastră (n.r.către Daciana Sârbu) este apropiat de noi, aproape de episcopia noastră. Vă dorim succes, binecuvântare și ajutor de la Dumnezeu pe drumul către Bruxelles și pe toate drumurile pe care veți merge înspre binele țării noastre și înspre binele celor care au nevoie de ajutor. V-aș ruga stimată doamnă europarlamentar, domnilor miniștri, domnilor deputați, șefi de instituții, primar să țineți acolo unde sunteți și unde Dumnezeu vă va rândui, candela rugăciunii aprinsă. Să cântăm tradiționalul «La mulți ani» și să-i urăm succes doamnei europarlamentar”, a spus episcopul. 
PS Lucian a recidivat în anul 2016.  Episcopul Caransebeșului l-a primit pe Liviu Dragnea, președintele condamnat al PSD, la reședința episcopală, cu ocazia vizitei liderului politic în Caraș-Severin, pentru lansarea candidaților social-democrați. Cum nu era de ajuns să defileze cu liderii PSD prin centrul Caransebeșului, să se fotografieze cu ei în catedrală, PS Lucian l-a însoțit pe Liviu Dragnea și în curtea muzeului din Caransebeș, acolo unde a avut loc o întâlnire cu electoratul de pe Valea Timișului și Valea Bistrei. Episcopul a stat mândru și zâmbitor alături de președintele PSD, pentru a fi fotografiați. Lucian Mic s-a lăsat pozat și cu persoanele care candidau la alegerile locale din iunie 2016. Mai mult, a ținut să-i mulțumească public lui Dragnea pentru aportul la aprobarea fondurilor pentru reabilitarea sediului Episcopiei Caransebeș.
De asemenea, Episcopul Caransebeșului nu a rămas indiferent nici la problemele cu legea pe care le-a avut fostul vicepreședinte al Consiliului Județean Caraș-Severin, Ionesie Ghiorghioni. La ultimul termen de fond al procesului de corupție de la Tribunalul Caraș-Severin al vicelui CJ, avocații acestuia au depus la dosar, înainte ca instanța să se pronunțe, mai multe caracterizări ale inculpatului. Printre acestea, și una din partea Preasfinției Sale Lucian Mic. Aceste caracterizări au rolul să demonstreze ce om bun e Ghiorghioni, ce suflet mare are și, ca atare, merită să se bucure de o clemență pe măsură în fața legii. Casian Rușeț, purtătorul de cuvânt al Episcopiei Caransebeș spune că lucrurile nu ar sta chiar așa cum au susținut avocații lui Ghiorghioni: „Nu este semnată de Preasfințitul și nu este o caracterizare. Doar atât am scris: că dânsul a făcut parte din organismele deliberative ale Episcopiei Caransebeșului până în anul 2007 sau 2008, nu îmi mai amintesc exact. Atât! Și cam asta. De asta a avut dânsul nevoie. Să dovedim faptul că a făcut parte din conducerea bisericii, de fapt, din organismele reprezentative ale bisericii, și faptul că a ctitorit această mănăstire de la Bucova în memoria fiului dânsului. Aceste două lucruri au fost trecute în acea caracterizare. (...) Acestea sunt niște realități care nu pot fi ascunse și nici nu ne delimităm de ele."